# Diego Crivellari
Diego Crivellari (Torino, 5 aprile 1975) è un politico italiano.

## Biografia
Laureato in Filosofia all'Università degli Studi di Padova con Umberto Curi, con una tesi su Tocqueville, ha conseguito un master di secondo livello in Editoria cartacea e multimediale alla Scuola superiore di studi umanistici di Bologna, sotto la direzione di Umberto Eco.
Docente di Filosofia e scienze umane nelle scuole superiori. Consulente editoriale. È stato consigliere comunale a Rosolina (Rovigo) nel 1999-2000 e 2006-2011. Componente del consiglio di amministrazione del Consorzio Università Rovigo (Cur) nel periodo 2008-2013. Segretario provinciale e regionale della Sinistra giovanile (2000-2002), poi segretario provinciale dei DS nel 2007. Dal 2010 al 2013 è stato segretario provinciale del PD polesano. Nel 2012 vince le "Parlamentarie" del PD in Polesine.
Nel periodo 2019-2021 è vicepresidente del cda dell'Accademia dei Concordi di Rovigo. Nel periodo 2021-2024 diventa presidente del Consorzio Università Rovigo (Cur). Nel 2024 viene eletto consigliere comunale a Rovigo; è vicepresidente del Consiglio comunale di Rovigo.
Ha pubblicato i volumi "Matteotti e l'antifascismo in Polesine", "Scrittori e mito nel Delta del Po", "Mistero adriatico. Il viaggio di Filisto e le radici greche dell'antico delta padano" e (con Francesco Jori) "Matteotti, figlio del Polesine" (Apogeo editore). È membro del Comitato scientifico dell'Istituto Polesano per la Storia della Resistenza e dell'età contemporanea (IstPolRec). Collabora con la rivista REM - Ricerca Esperienza Memoria. 

### Carriera Politica
Alle elezioni politiche del 2013 viene eletto deputato della XVII legislatura della Repubblica Italiana nella circoscrizione VII Veneto 1 per il Partito Democratico.
Alle elezioni politiche del 2018 viene schierato come candidato uninominale per la coalizione di centrosinistra nel collegio di Rovigo alla Camera. Riceve il 21,08% dei voti venendo battuto dalla candidata del centrodestra Antonietta Giacometti, che risulta eletta con il 46,94%, e dal candidato del Movimento 5 Stelle.
Nel 2020 è candidato come consigliere alle elezioni regionali del Veneto per il PD ma non viene eletto, pur risultando il candidato più votato per il centrosinistra nel collegio di Rovigo.